# 53-я гвардейская зенитная ракетная бригада
53-я гвардейская зенитная ракетная Берлинская бригада (сокр. 53 зрбр, в/ч 32406) — тактическое соединение Войск ПВО Сухопутных войск Российской Федерации.
Пункт постоянной дислокации — посёлок Маршала Жукова (сельское поселение Клюквинский сельсовет, Курский район, Курская область). Формирование входит в состав 20-й гвардейской общевойсковой армии Московского военного округа.
В июле 2014 года ракетный комплекс «Бук-М1» бригады поразил пассажирский самолёт Boeing-777, что привело к его гибели.
21 февраля 2023 года на фоне вторжения России на Украину президент Путин присвоил бригаде почётное наименование «гвардейская».

## История
53-я гвардейская зенитная ракетная бригада сформирована 1 октября 1967 года на базе 268-го отдельного зенитного ракетного полка на основании Директивы Генерального штаба, от 13 июля 1967 года, с дислокацией в городе Артик Армянской ССР. В состав бригады вошли управление, 667-й, 679-й, 682-й отдельные зенитные ракетные дивизионы (озрдн).
С 20 декабря 1968 года по 7 января 1969 года 53-я бригада была передислоцирована из Армении в Германскую Демократическую Республику, где вошла в состав 1-й гвардейской танковой армии ГСВГ с дислокацией: управление бригады и 682 озрдн — г. Альтенбург; 677 озрдн — г. Мерзебург; 679 озрдн — г. Цейп;
С 1 октября 1970 года 53-я зенитная ракетная бригада была передана в состав 20-й гвардейской общевойсковой армии ГСВГ, с 1984 года бригада в составе 1-й гвардейской танковой армии
С 1 ноября 1986 года бригада перевооружена на ЗРК «Бук». В составе бригады был дополнительно сформирован 1578 озрдн, дислоцированный в г. Ошац.
Контрольные стрельбы бригады на полигоне «Эмба» были оценены на «хорошо». В 1992 году бригада выведена к новому месту дислокации — Курскую область, где была передана в состав войск ПВО Ордена Ленина Московского военного округа.
Бригада неоднократно выполняла боевые стрельбы на государственном полигоне Капустин Яр и полигоне Ашулук, показав достаточно высокий уровень знаний и мастерства личного состава, эксплуатации техники и вооружения, умения сберегать вверенные материально-технические средства, а также высокий уровень морально-психологической подготовки.
В 1994—1998 годах 53-я зенитная ракетная бригада в составе миротворческих сил ВС России несла боевое дежурство в районе грузино-абхазского конфликта, в городе Гудауте, где успешно справилась с поставленной задачей.

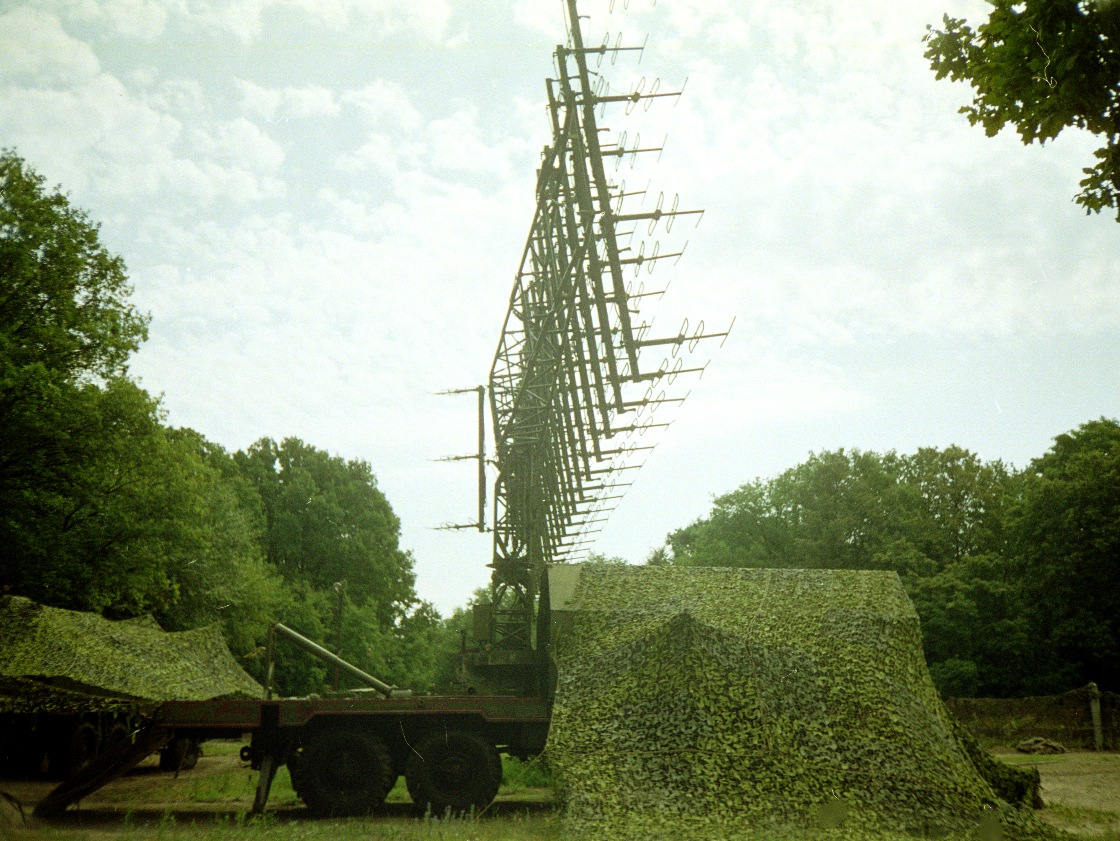
РЛС П-18 бригады на полевом выходе, 2002 год

С 2005 по 2008 год бригаде неоднократно вручали переходящие кубки: «Как лучшей части ПВО 20-й гвардейской армии» за высокие результаты в боевой подготовке, показанные при проведении тактических учений с боевой стрельбой на полигоне Ашулук и с региональной группировкой войск в республике Беларусь, «Лучшей бригаде ПВО Московского военного округа» за высокие результаты в боевой подготовке, показанные при проведении тактических учений с боевой стрельбой на полигоне Капустин Яр.
В 2008 году бригада была удостоена чести участвовать в параде на Красной площади в Москве, посвящённом Дню Победы в Великой Отечественной войне.
С 1 сентября 2010 года 53-я зенитная ракетная бригада выполняет боевые задачи в составе Западного военного округа. За последние годы бригада признана одной из лучших в войсках ПВО Западного военного округа и в Сухопутных войсках, принимала участие в стратегических учениях «Запад-2009», «Запад-2011» и «Запад-2014». По итогам боевых стрельб 2012 и 2013 годов соединение оценено на «отлично».
В июле 2014 года ракетный комплекс «Бук-М1» бригады поразил пассажирский самолёт Boeing-777, что привело к его гибели.

## Боевые операции

### Грузино-абхазский конфликт
В 1994—1998 годах 53-я зенитная ракетная бригада в составе миротворческих сил ВС России несла боевое дежурство в районе Грузино-абхазского конфликта, в городе Гудауте, где успешно справилась с поставленной задачей.

### Война на Донбассе

#### Расследование Bellingcat
23 февраля 2016 года группа Bellingcat обнародовала расследование, в котором была названа командная вертикаль — имена командиров, ответственных за сбивание пассажирского лайнера, — от президента РФ Владимира Путина до командующего бригадой Сергея Мучкаева. Кроме них, был назван круг военнослужащих бригады, которые могли принимать непосредственное участие в исполнении приказа: командир 2-го батальона, три командира батарей и 10 командиров установок «Бук». Личности этих военнослужащих в опубликованных результатах расследования не раскрываются.

#### Расследование международной следственной группы
24 мая 2018 года международной следственной группой JIT (в состав которой входят специалисты из Нидерландов, Бельгии, Украины, Австралии и Малайзии) в голландском Буннике были представлены результаты расследования катастрофы Boeing 777 в Донецкой области. Согласно версии JIT, 23 июня 2014 года колонна 53-й бригады покинула пункт постоянной дислокации в Курске и до 25 июня прибыла в Миллерово в Ростовской области. 17 июля установку «Бук» бригады провезли по маршруту Донецк — Снежное. Установка была выгружена из трейлера и доехала своим ходом до поля к югу от Снежного, где примерно в 16:20 вечера выпустила ракету «земля-воздух», сбившую пассажирский самолёт Boeing 777 рейса MH17 Malaysia Airlines. Утром 18 июля ракетную установку «Бук» провезли по Луганску и далее она пересекла границу с Украиной, вернувшись в Россию.

### Вторжение на Украину
В ходе войны РФ с Украиной бригада воюет на территории Украины, в частности в Харьковской области. 21 февраля 2023 года на фоне вторжения России на Украину указом президента России Владимира Путина бригаде присвоено почётное наименование «гвардейская» за «массовый героизм и отвагу, стойкость и мужество, проявленные личным составом бригады в боевых действиях по защите Отечества».
23 июня 2023 года 53-я зенитная ракетная бригада  включена в санкционный список стран Евросоюза за действия, которые подрывают и угрожают территориальной целостности, суверенитету и независимости Украины:

Начиная с февраля 2022 года, 53-я зенитная ракетная бригада активно участвует в агрессивной войне России против Украины. 53-я зенитная ракетная бригада была развернута в Харьковской области Украины во время полномасштабного российского вторжения, ведя обстрел зенитными ракетами со склада в Изюме, в то время когда украинский город находился под российской оккупацией— «Официальный журнал Европейского союза», Брюссель, 23 июня 2023 года

## Вооружение
На основном вооружении бригады c 2017 года стоят системы ПВО «Бук-М3».

## Командование
- полковник Попов И. П. (1967—1973),
- полковник Самойленко А. С. (1973—1977),
- полковник Дудченко Е. С. (1977—1983),
- полковник Ярчак Ю. А. (1983—1985),
- полковник Филюков Ю. В. (1985—1989),
- полковник Котельницкий А. Д. (1989-1991)
- полковник Кондрашов И. П. (1991—1992),
- полковник Чернов Г. Н. (1992—2004),
- полковник Донец Александр Викторович (2005—2009),
- полковник Кукушкин Владимир Витальевич (2009—2011),
- полковник Золотов Алексей Юрьевич (2012—2013)[15]
- полковник Мучкаев Сергей Борисович (2013 —2020)[8]
- полковник Власов Вячеслав Викторович (2020-?)[источник не указан 910 дней]